# 里見英樹
里見英樹（1969年9月15日—），日本男編輯、設計師。有限公司四葉工作室代表執行董事，專門負責企劃製作、編輯、文章、設計的領域，並善於幫書籍上架應搭配行銷的標語而為人熟知。

## 來歷、人物
與東清彥的相遇
1993年，里見以專門從事動畫或漫畫為事業的主要內容，成立個人事務所「Triathlon」。並在從事與動畫相關的包裝設計和製作期間，受到剛投入漫畫製作、以漫畫說明書形式發表的漫畫家東清彥的委託擔任他的編輯，從此二人以漫畫家和製作人的身份建立關係。
笑園漫畫大王
其後，東清彥創作出里見與《笑園漫畫》的諧擬漫畫集、《四葉妹妹！》的前身短篇《Try！Try！Try！》，其中《笑園漫畫》因為受到出版社的注目，1999年以《笑園漫畫大王》之名開始在《月刊Comic電擊大王》（Media Works）連載。
四葉妹妹！
《笑園漫畫大王》連載結束之後，里見表示全面投入《四葉妹妹！》的企畫製作。稍早之前（2000年），里見自行就任代表執行董事，成立「四葉工作室（下述）」。
里見表示，除了東清彥的漫畫之外，他還以四葉工作室之名在《週刊我的哥哥》（Media Works，2004年）幫助其他漫畫家的單行本負責設計，因此四葉工作室以設計公司之名廣為人知。四葉工作室以獲得普遍知名度得到効果，但是由於未能從設計公司的角度看到他的本意，因此從2005年起，里見以他個人的名義，幫其他漫畫家進行單行本的裝幀。
作品標語
漫畫家井上純一評里見是單行本包裝的天才，不僅對設計顧慮得相當周到，並搭配標語應如何套用在廣告上以成功行銷。因此《四葉妹妹！》單行本第1冊上架之後一直使用的標語「今天隨時都是最開心的一天。」，《草莓棉花糖》標語「可愛就是正義！」都來自里見的點子。

## 四葉工作室
四葉工作室（日语：よつばスタジオ）是一間位於日本東京都練馬區的有限公司。由編輯里見英樹和漫畫家東清彥2人在2000年5月共同成立。除了為東清彥的作品執行製作、編輯、作品的走向及著作權管理的進行之外，還有幫其它作品執行企劃、設計、編輯、廣告製作及搭配標語（視情況而定）。

### 社員
- 里見英樹：代表董事、企劃製作、編輯、文藝
- ：漫畫、插圖
- ：作畫總監

等人

## 外部連結
- 官方網站 （日語）（里見英樹任代表執行董事官網）。